# 野望の系列
『野望の系列』（やぼうのけいれつ、原題: Advise & Consent）は、1962年公開のアメリカ合衆国の映画。原作は、1960年にピューリッツァー賞 フィクション部門を受賞したアレン・ドルーリーの小説。オットー・プレミンジャー監督作品。第15回カンヌ国際映画祭コンペティション部門に出品された。

## ストーリー
大統領が新しい国務長官としてレフィングウェルを候補に指名する。しかし、元学者のレフィングウェルは与党内でも敵が多く、特に、かつてレフィングウェルに恥をかかされたことを根に持ち、憎しみを抱いているベテラン議員クーリーは猛反対する。大統領からの依頼に基づき、党内外の票をまとめるため、院内総務のマンソンは精力的に動く。レフィングウェルの国務長官としての適性を審査するための小委員会が編成されることになり、マンソンはその委員長に若手の実力派アンダーソンを据える。
小委員会による聴聞会の場で、レフィングウェルがかつて共産主義に傾倒していたとの疑いがかけられるが、証人であるゲルマンが精神を病んでいた過去が明かされたことで、証言自体の信憑性が疑われ、ゲルマン本人も自らの病と記憶の曖昧さを認めたことから、レフィングウェルに対する嫌疑は晴れる。しかし、そこには嘘があった。共産主義に一時的とは言え、傾倒していたことは事実であり、ゲルマンの精神疾患を利用して事実を隠蔽したことをレフィングウェルは正直に大統領に告白し、候補から外すように言うが、大統領の意思は変わらない。
レフィングウェルの嫌疑が晴らされたことに納得が行かないクーリーは、かつてレフィングウェルとともに共産主義者と関わっていた「モートン」という人物が財務省のフレッチャーであることを突き止める。クーリーに追及されたフレッチャーは委員長であるアンダーソンに事実を告白する電話を入れる。アンダーソンはその事実をマンソンに伝え、小委員会による票決を延期することにする。
一方、小委員会の存在自体に反対の意思を示している親レフィングウェル派の若手議員アッカーマンは、アンダーソンが軍隊時代に同僚の兵士と同性愛関係にあった事実をネタに、執拗な脅迫を始める。レフィングウェルの偽証を政治家としての信条からどうしても黙認することができないアンダーソンは追いつめられた末に自殺する。
小委員会はレフィングウェルの国務長官就任に賛成する票決を下す。その結果を踏まえ、上院では改めて国務長官就任の是非を問う議論が始まる。クーリーは再度反対の意思を強く表明する。それに対し、マンソンは党に縛られない議員個人の意見を尊重した自由投票を提案する。マンソンの提案が受け入れられ、出席議員らによる投票が行なわれる。結果は完全な同数で二分され、議長であるハドソン副大統領の1票で可否が決まることになる。ところが、賛成票を投じるはずだったハドソンが棄権の意思を示したため、レフィングウェルの国務長官就任は否決される。実は、投票が行なわれている最中に大統領が急死していたのだ。大統領に就任することになったハドソンは、マンソンに対して国務長官には新しい候補を指名すると告げ、議場を後にする。
ハドソンに代わって臨時に議長を務めることになったクーリーに対し、マンソンは議会の休会を提案し、クーリーは休会を宣言する。

## キャスト
ロバート・レフィングウェル - ヘンリー・フォンダ
国務長官候補。元学者。革新派。
シーブライト（シーブ）・クーリー - チャールズ・ロートン
与党のベテラン上院議員。守旧派の代表。
ブリガム（ブリッグ）・アンダーソン - ドン・マレー
与党若手上院議員。妻と幼い娘がいる。正義感が強く、大統領にも堂々と意見する。
ロバート（ボブ）・マンソン - ウォルター・ピジョン
上院多数党院内総務。大統領とは古くからの付き合い。
レイフ・スミス - ピーター・ローフォード
与党若手上院議員。独身のプレイボーイ。ブリッグの親友。
ドリー・ハリソン - ジーン・ティアニー
政治家らに社交の場を提供しているセレブ。マンソンと密かに交際している。
大統領 - フランチョット・トーン
余命が長くないことを察し、自分と同じ外交政策を進めるレフィングウェルを国務長官に推挙。
ハーリー・ハドソン - リュー・エアーズ
副大統領。主婦層に人気が高い。大統領の器ではないことを自覚している。
ハーバート・ゲルマン - バージェス・メレディス
クーリーにそそのかされ、レフィングウェルがかつて共産主義者と関わっていたことを証言する。
ジョニー・レフィングウェル - エディ・ホッジス
レフィングウェルの息子。
スタンリー（スタン）・ダンタ - ポール・フォード
上院多数党院内幹事（副総務）。マンソンの片腕。
フレッド・ヴァン・アッカーマン - ジョージ・グリザード
与党若手上院議員。親レフィングウェル派の急先鋒。
上昇志向が強い野心家でブリッグにライバル心を抱いている。
エレン・アンダーソン - インガ・スウェンソン
ブリッグの妻。選挙を共に戦い、政治の裏も表も充分に知り尽くしている。
ベッシー・アダムス - ベティ・ホワイト
野党の女性上院議員。
フランク・シナトラ - 本人
歌声のみの出演。

## 作品の評価
Rotten Tomatoesによれば、12件の評論のうち高評価は75%にあたる9件で、平均点は10点満点中7.8点となっている。